# 西萊熱村 (新澤西州)
西萊熱村（英語：Leisure Village West）是位於美國新澤西州海洋縣的普查規定居民點。

## 人口
根據2020年美國人口普查的數據，西萊熱村的面積為3.16平方千米，當中陸地面積為3.13平方千米，而水域面積為0.03平方千米。當地共有人口3692人，而人口密度為每平方千米1,168.35人。